# 불릿 투 더 헤드
《불릿 투 더 헤드》(영어: Bullet to the Head)는 2012년 공개된 미국의 액션 스릴러 영화이다.
2012년 11월 14일 로마 영화제에서 독점 시사회를 가졌고, 2013년 2월 1일 미국 극장에서 공식 개봉되었다. 이 영화는 엇갈린 평가를 받았으며, 박스오피스 봄이 되었다.

## 줄거리
뉴올리언스 청부 살인 업자 “지미 보보”와 파트너 루이스 블랜처드가 부패한 전직 워싱턴 D.C. 경찰관 행크 그릴리를 살해한 뒤 루이스가 다른 살인 청부 업자 키건에게 살해당한다. 형사 테일러 권은 그릴리 피살 사건을 수사하던 중 보보를 만나게 되고, 부패한 경찰들의 공격을 받지만 보보의 도움으로 살아남는다.
키건의 배후에는 부동산 개발업자 모렐이 있었고, 모렐은 불법적인 사업을 은폐하려고 하는 중이다. 보보와 권은 모렐의 비리를 밝히기 위해 어쩔 수 없이 함께 움직인다. 보보는 모렐의 하수인들을 추적하며 정보를 얻어가고, 그 과정에서 권이 자신을 믿지 못해 총을 일부러 고장내 놓았다는 사실을 알게 된다. 둘은 서로에 대한 불신을 뒤로 하고 진심으로 손을 잡기로 한다.
보보와 권은 모렐의 변호사 마커스 뱁티스트를 납치하여 모렐이 저소득층 주택 단지를 고급 콘도미니엄으로 대체하기 위해 짜낸 비리 계획 자료가 담긴 플래시 드라이브를 얻는다. 보보가 뱁티스트를 죽인 직후 키건의 공격을 받은 이들은 가까스로 탈출하고, 보보는 폭탄을 터트려 키건의 부하들을 죽인다. 권은 보보의 계속되는 폭력적인 수법에 환멸을 느끼고 떠난다. 권은 러브레턴 경위에게 도움을 청하지만 모렐에게서 뒷돈을 받고 있는 러브레턴은 권을 죽이려고 하고, 마침 보보가 나타나 권을 구한다.
모렐은 보보의 딸 리사를 납치하고, 리사를 플래시 드라이브와 맞바꾸자고 제안한다. 보보는 이에 응하고, 키건은 모렐이 보보와 리사가 함께 무사히 떠나게 내버려 두는 것을 보고 분노해 모렐을 살해한다. 마지막으로 보보와 키건은 도끼로 격렬한 싸움을 벌이고, 키건은 보보의 칼에 찔린 뒤 권의 총에 맞아 죽는다. 권은 플래시 드라이브를 확보하고, 보보는 일부러 권의 어깨를 쏘아 권이 자신을 체포하려다가 실패한 것처럼 위장한다.
6주 후 권은 보보에게 그가 이번 사건에 연루되어 벌였던 일들을 위에 보고하지 않았지만 앞으로도 보보가 계속 범죄를 저지른다면 반드시 체포하겠다고 경고한다. 보보는 언제든 자신을 잡아보라고 응수한다.

## 출연진
- 실베스터 스탤론 - 제임스 “지미 보보” 보너모 역
- 성 강 - 테일러 권 형사 역
- 세라 샤히 - 리사 보너모 역
- 아데왈레 아키누오예아그바제 - 로버트 은코모 모렐 역: 키건의 고용주.
- 크리스천 슬레이터 - 마커스 뱁티스트 역: 모렐의 변호사.
- 제이슨 모모아 - 키건 역: 전 용병.
- 존 세이다 - 루이스 블랜처드 역
- 베로니카 로사티 - 롤라 역
- 홀트 매캘러니 - 행크 그릴리 역
- 브라이언 밴홀트 - 로니 “카우보이 로니” 얼 역: 청부 살인 중개인.
- 데인 로즈 - 러브레턴 경위 역
- 마커스 라일 브라운 - 타운 형사 역

## 기타 제작진
- 총괄 제작: 스티븐 스퀼란테이
- 섭외: 메리 버뉴, JC 캔터
- 미술: 토비 코빗
- 의상: 하 응우엔
- 분장: 스콧 H. 에도
- 제작 관리: 로버트 J. 도먼
- 조감독: 폴 B. 유도